# Tsentral'naya Hill
Tsentral'naya Hill är en kulle i Antarktis. Den ligger i Östantarktis. Norge gör anspråk på området. Toppen på Tsentral'naya Hill är 205 meter över havet. Tsentral'naya Hill ligger vid sjöarna  Shel'fovoe och Karovoevatnet.
Terrängen runt Tsentral'naya Hill är kuperad åt sydväst, men åt nordost är den platt. Trakten är glest befolkad. Närmaste befolkade plats är Novolazarevskaya Station, 5,8 kilometer öster om Tsentral'naya Hill. 